# Coreopsideae
Coreopsideae és una tribu de la subfamília de les asteròidies (Asteroideae).

## Particularitats
Aquesta tribu inclou gèneres com Cosmos, descrit per Antoni Josep Cavanilles i Palop el 1791 i Dahlia o les dàlies.
La tribu Coreopsideae es va crear quan es va subdividir l'antiga tribu Heliantheae, Cassini, 1819, com a conseqüència d'estudis moleculars.
Les noves tribus varen rebre els noms de Bahieae, Chaenactideae, Coreopsideae, Helenieae i, finalment, Heliantheae (sensu stricto).

## Gèneres
La tribu Coreopsideae compta amb els gèneres següents:
- Bidens
- Chrysanthellum
- Coreocarpus
- Coreopsis
- Cosmos
- Dahlia
- Dicranocarpus
- Ericentrodea
- Fitchia
- Glossogyne
- Goldmanella
- Henricksonia
- Heterosperma
- Isostigma
- Megalodonta
- Narvalina
- Oparanthus
- Petrobium
- Selleophytum
- Thelesperma